# قلعة بالا (كورك وناريتش)
قلعة بالا (بالفارسية: قلعه بالا) هي قرية تقع في إيران في البلدة المركزية. يقدر عدد سكانها بـ 27 نسمة .